# Seijosmil
Seijosmil (llamada oficialmente Santo Isidro de Seixosmil) es una parroquia y una aldea española del municipio de Meira, en la provincia de Lugo, Galicia.

## Organización territorial
La parroquia está formada por catorce entidades de población:
- Azoreira (A Azoreira)
- Corota (A Corota)
- Espido (O Espido)
- Granda (A Granda)
- Louseira (A Louseira)
- Marrondo (O Marrondo)
- Murias
- Orpín
- Paderne
- O Piñeiro
- Sebedabades (Sebe de Abades)
- Seixosmil
- Veiga de Galegos (A Veiga de Galegos)
- Vilar da Corota (O Vilar da Corota)

## Demografía

### Parroquia
| Gráfica de evolución demográfica de Seijosmil (parroquia) entre 2000 y 2020 |
|                                                                             |
| Datos según el nomenclátor publicado por el INE.                            |

### Aldea
| Gráfica de evolución demográfica de Seixosmil (aldea) entre 2000 y 2020 |
|                                                                         |
| Datos según el nomenclátor publicado por el INE.                        |